# Concepción (La Unión)
Concepción è un distretto della Costa Rica facente parte del cantone di La Unión, nella provincia di Cartago.